# 利加特內

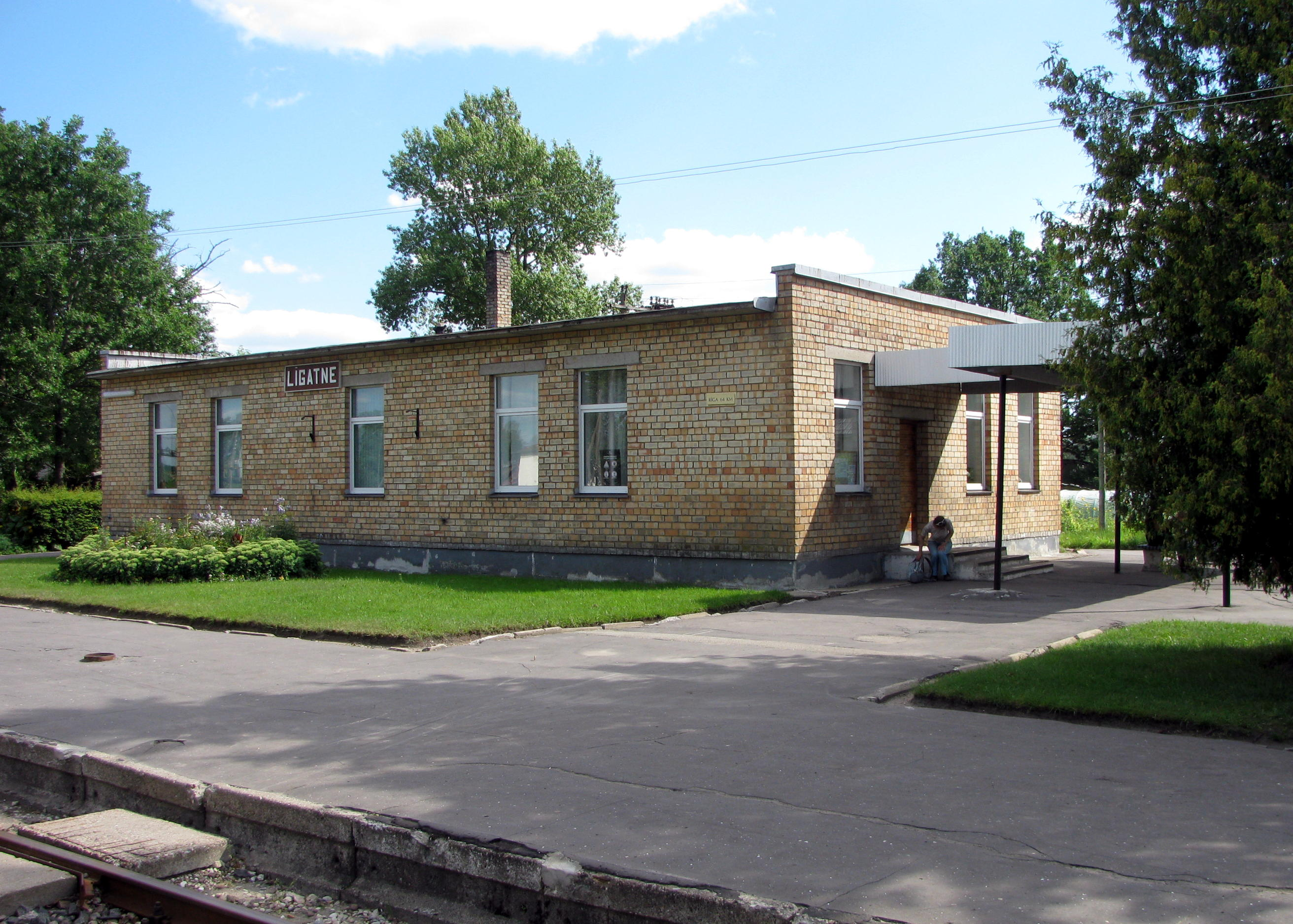
利加特內火车站

利加特內是拉脫維亞采西斯市鎮内的城鎮，位於該國北部的高亞河畔，始建於19世紀，海拔高度88米，面積7.07平方公里，2021年人口数量为1,015人。

## 外部連結
- Gauja National Park website